# Palaemnema melanota
Palaemnema melanota – gatunek ważki z rodziny Platystictidae. Występuje na terenie Ameryki Środkowej. Występuje endemicznie na Kostaryce.